# Aquiles José Cardoso
Aquiles José Cardoso CvA (Bragança, 8 de Novembro de 1867 - ?) foi um militar e político português.

## Família
Filho de Luís Cardoso Pinto (Mondim de Basto, Ermelo, c. 1831 - Bragança, Santa Maria, 24 de Dezembro de 1893), Director da Alfândega de Bragança, e de sua mulher, de quem foi segundo marido (Bragança, Santa Maria, 6 de Setembro de 1863) Luísa Augusta de Sá Pimentel (Bragança, Sé, 24 de Setembro de 1829 - ?), neto paterno de Manuel Borges Cardoso Pinto (Sabrosa, Souto Maior, 24 de Dezembro de 1784 - ?), Senhor da Casa de Folhadela, e de sua primeira mulher Umbelina Rosa de Magalhães (Mondim de Basto, Ermelo - ?), e neto materno de José António de Sá Pimentel (Bragança, 26 de Janeiro de 1797 - ?), morador em Bragança, e de sua mulher (Bragança, Sé, 28 de Agosto de 1822) Angélica Cândida Pimentel ou Mendes Pereira (Bragança, Sé, 8 de Junho de 1794 - Bragança, Sé, 8 de Janeiro de 1832).

## Biografia
Tenente-Coronel de Engenharia, Governador Civil do Distrito de Vila Real e Cavaleiro da Ordem Militar de Avis.

## Casamento e descendência
Casou em Vila Real, São Pedro, a 19 de Abril de 1902 com Teresa da Glória de Bessa e Mota da Costa Lobo (Vila Real, 31 de Outubro de 1880 - ?), filha de Manuel Avelino da Costa Lobo (20 de Abril/Maio de 1856 - ?) e de sua mulher (Vila Real, São Pedro, 5 de Fevereiro de 1879) Maria Adelaide de Bessa e Mota, neta paterna de Agostinho José da Costa (Vila Real, Adoufe, c. 1825 - ?), Fundador e Director do Banco de Vila Real, e de sua mulher (Vila Real, São Pedro, 1 de Janeiro/Dezembro de 1847) Henriqueta da Conceição de Freitas Lobo (Vila Real, São Pedro - ?), Senhora da Casa Grande da Azinheira, e neta materna de Luís António Ferreira da Mota, Tesoureiro da Administração Central dos Correios da Província de Trás-os-Montes e Alto Douro, e de sua mulher Maria da Glória de Bessa Leite Mourão ou de Bessa Correia, com geração.